# Упканкуль (озеро, Нуримановский район)
Упканкуль (баш. Упҡанкүл, от упҡын `омут, бездна` и күл `озеро`), иногда Упканныкуль — озеро в Нуримановском районе Башкортостана, в 2 км от Нимислярово. Памятник природы (с 1965 года) (Постановление СМ БАССР от 17.08.1965 № 465). В озере растет эндемик — водяной орех уральский, больше нигде в Башкортостане не встречавшийся. Здесь растет краснокнижный водяной орех алатырский. Площадь охранной зоны — 104,2 км².
По происхождению озеро — старица реки Уфы. Вокруг Упканкуля, по долине Уфы множество озёр-стариц. В ряде мест заболочено. Берега лесистые.
Имеет изогнутую форму, длиной до 2,5 км, шириной ~ 100 м.
До 2008 года по озеру проходила граница Байгильдинского сельсовета и Нимисляровского сельсовета..